# Ladies & Gentlemen: The Best of George Michael
 Ladies & Gentlemen: The Best of George Michael é uma coletânea musical dos melhores êxitos do cantor pop britânico George Michael, lançada em 1998.

## Lista de faixas
| Ladies & Gentlemen: The Best of George Michael – For the Heart |                                                                 |         |  |
| N.º                                                            | Título                                                          | Duração |  |
| 1.                                                             | "Jesus to a Child" (Michael)                                    | 6:49    |  |
| 2.                                                             | "Father Figure" (Michael)                                       | 5:41    |  |
| 3.                                                             | "Careless Whisper" (Michael, Andrew Ridgeley)                   | 5:00    |  |
| 4.                                                             | "Don't Let the Sun Go Down on Me" (Elton John, Bernie Taupin)   | 5:47    |  |
| 5.                                                             | "You Have Been Loved" (Michae, David Austin)                    | 5:28    |  |
| 6.                                                             | "Kissing a Fool" (Michael)                                      | 4:36    |  |
| 7.                                                             | "I Can't Make You Love Me" (James Allen Shamblin II, Mike Reid) | 5:20    |  |
| 8.                                                             | "Heal the Pain" (Michael)                                       | 4:46    |  |
| 9.                                                             | "A Moment with You" (Michael)                                   | 5:43    |  |
| 10.                                                            | "Desafinado" (Antônio Carlos Jobim, Newton Mendonça)            | 3:19    |  |
| 11.                                                            | "Cowboys and Angels" (Michael)                                  | 7:14    |  |
| 12.                                                            | "Praying for Time" (Michael)                                    | 4:41    |  |
| 13.                                                            | "One More Try" (Michael)                                        | 5:53    |  |
| 14.                                                            | "A Different Corner" (Michael)                                  | 4:03    |  |

| Ladies & Gentlemen: The Best of George Michael – For the Feet | |         |  |
| N.º                                                           | Título                                                                                                  | Duração |  |
| 1.                                                            | "Outside" (Michael)                                                                                     | 4:44    |  |
| 2.                                                            | "As" (Stevie Wonder)                                                                                    | 4:47    |  |
| 3.                                                            | "Fastlove" (Michael)                                                                                    | 5:31    |  |
| 4.                                                            | "Too Funky" (Michael)                                                                                   | 3:45    |  |
| 5.                                                            | "Freedom! '90" (Michael)                                                                                | 6:28    |  |
| 6.                                                            | "Star People '97" (Michael)                                                                             | 5:39    |  |
| 7.                                                            | "Killer / Papa Was a Rollin' Stone" (Adam Tinley, Seal / Norman Whitfield, Barrett Strong)              | 4:16    |  |
| 8.                                                            | "I Want Your Sex (Part II)" (Michael)                                                                   | 4:38    |  |
| 9.                                                            | "The Strangest Thing '97" (Michael)                                                                     | 4:41    |  |
| 10.                                                           | "Fantasy" (Michael)                                                                                     | 5:02    |  |
| 11.                                                           | "Spinning the Wheel" (Michael, Jon Douglas)                                                             | 6:09    |  |
| 12.                                                           | "Waiting for That Day/You Can't Always Get What You Want" (George Michael, Mick Jagger, Keith Richards) | 4:50    |  |
| 13.                                                           | "I Knew You Were Waiting (For Me)" (Simon Climie, Dennis Morgan)                                        | 3:58    |  |
| 14.                                                           | "Faith" (Michael)                                                                                       | 3:14    |  |
| 15.                                                           | "Somebody to Love" (Freddie Mercury)                                                                    | 5:23    |  |

| Ladies & Gentlemen: The Best of George Michael – For the Feet (edição norte-americana) | |         |  |
| N.º                                                                                    | Título                                                                                                  | Duração |  |
| 1.                                                                                     | "Outside" (Michael)                                                                                     | 4:44    |  |
| 2.                                                                                     | "Fastlove" (Michael, Douglas)                                                                           | 5:31    |  |
| 3.                                                                                     | "Too Funky" (Michael)                                                                                   | 3:45    |  |
| 4.                                                                                     | "Freedom! '90" (Michael)                                                                                | 6:28    |  |
| 5.                                                                                     | "Star People '97" (Michael)                                                                             | 5:39    |  |
| 6.                                                                                     | "Killer / Papa Was a Rollin' Stone" (Adam Tinley, Seal / Norman Whitfield, Barrett Strong)              | 4:16    |  |
| 7.                                                                                     | "I Want Your Sex (Part II)" (Michael)                                                                   | 4:38    |  |
| 8.                                                                                     | "Monkey" (Michael)                                                                                      | 4:47    |  |
| 9.                                                                                     | "Spinning the Wheel" (George Michael, Jon Douglas)                                                      | 6:09    |  |
| 10.                                                                                    | "Waiting For That Day/You Can't Always Get What You Want" (George Michael, Mick Jagger, Keith Richards) | 4:50    |  |
| 11.                                                                                    | "I Knew You Were Waiting (for Me)" (Simon Climie, Dennis Morgan)                                        | 3:58    |  |
| 12.                                                                                    | "Hard Day" (Michael)                                                                                    | 3:43    |  |
| 13.                                                                                    | "Faith" (Michael)                                                                                       | 3:14    |  |
| 14.                                                                                    | "Somebody to Love" (Freddie Mercury)                                                                    | 5:23    |  |

## Desempenho nas paradas

### Singles
| Ano  | Single                              | Parada                           | Posição |
| ---- | ----------------------------------- | -------------------------------- | ------- |
| 1993 | "Killer / Papa Was a Rollin' Stone" | Hot R&B/Hip Hop Singles & Tracks | 88      |
| 1999 | "As"                                | Hot R&B/Hip Hop Singles & Tracks | 57      |